# Marquesado de Llano
El marquesado de Llano es un título nobiliario español creado por el rey Carlos III el 23 de abril de 1772 en favor del embajador José Agustín Llano y de la Cuadra, que llegó a ser primer ministro del Ducado de Parma.

## Marqueses de Llano
|                         | Titular                                  | Periodo                 |
| Creación por Carlos III | Creación por Carlos III                  | Creación por Carlos III |
| ----------------------- | ---------------------------------------- | ----------------------- |
| I                       | José Agustín Llano y de la Cuadra        | 1772-1794               |
| II                      | Fernando de Llano y Parreño              | 1794-1843               |
| III                     | José Agustín de Llano y Parreño          | 1843-1853               |
| IV                      | José Agustín de Llano y Guinea           | 1857-1892               |
| V                       | José Agustín de Llano y Grillot          | 1892-1909               |
| VI                      | Ramón de la Sota y Llano                 | 1929-1936               |
| VII                     | Hipólito González-Parrado y de Llano     | 1936-1991               |
| VIII                    | Hipólito González-Parrado y de Velasco   | 1992-1993               |
| IX                      | María Luz González-Parrado y de Velasco  | 1996-2018               |
| X                       | María de la Luz Andrada González-Parrado | 2019-pres.              |

## Historia de los marqueses de Llano
I. José Agustín Llano y de la Cuadra (San Julián de Musques, 15 de octubre de 1722-Viena, 13 de marzo de 1794), i marqués de Llano y caballero de las órdenes de Santiago y de Carlos III. Fue un relevante diplomático en su época, oficial del Ministerio de Estado que durante una década lideró su tío, Sebastián de la Cuadra y Llarena, i marqués de Villarías. Asimismo, fue consejero y secretario del Consejo de Estado y primer ministro del Ducado de Parma en la época de Fernando I.
Casó el 31 de marzo de 1765 con Isabel María Parreño Arce y Valdés, dama de la Orden de las Damas Nobles de la Reina María Luisa, con quien tuvo cuatro hijos. Le sucedió:
II. Fernando de Llano y Parreño (Parma, 16 de abril de 1774-Madrid, 11 de enero de 1843), ii marqués de Llano y caballero de la Orden de Santiago. Fue militar y diplomático, sirviendo a la Corona en conflictos como la guerra de la Convención o la guerra de Independencia, siempre leal a los borbones.
Casó en 1814 con Antonia María Carcelén y Ladrón de Guevara (1772-1858). Sin descendencia, le sucedió su hermano:
III. José Agustín de Llano y Parreño (1775-1853), iii marqués de Llano. Militar.
Casó con Antonia Guinea Fernández. En 1857 le sucedió su hijo:
IV. José Agustín de Llano y Guinea (Zaragoza, 22 de diciembre de 1818-Madrid, 11 de mayo de 1892), iv marqués de Llano y caballero de la Orden de San Juan de Jerusalén. Militar de carrera, al igual que su padre llegó a ser mariscal de campo (hoy equiparable a general de división). Contó con la gran cruz de la Orden de San Hermenegildo, dos cruces de San Fernando de 1.ª clase, encomienda de la Orden de Carlos III y cruz blanca de tercera clase del Mérito Militar.
Le sucedió su hijo:
V. José Agustín de Llano y Grillot (n. 1846/1847-f. febrero de 1909), v marqués de Llano. Fue coronel director de la Real Maestranza de Artillería de Sevilla.
Aunque se le concedió Real Carta de Sucesión a su hermana Elisa en 1913, esta nunca obtuvo el Real Despacho, por lo que el título se consideró vacante. En 1929 le sucedió:
VI. Ramón de la Sota y Llano (Castro-Urdiales, 20 de enero de 1857-Guecho, 17 de agosto de 1936), vi marqués de Llano.
En 1885 casó con Catalina de Aburto y Uribe (1862-1947). Con descendencia, pero no reclamaron el título. Le sucedió:
VII. Hipólito González-Parrado y de Llano (Madrid, 18 de julio de 1901-Madrid, 8 de marzo de 1991), vii marqués de Llano. Fue gobernador civil de Huelva y Segovia durante la Segunda República.
La Diputación Permanente y Consejo de la Grandeza de España y Títulos del Reino le concedió la sucesión provisional tras la muerte de su predecesor, la cual fue convalidada en 1952. Le sucedió:
VIII. Hipólito González-Parrado y de Velasco (Madrid, 15 de agosto de 1932-Madrid, 26 de diciembre de 1993), viii marqués de Llano.
Le sucedió su hermana:
IX. María Luz González-Parrado y de Velasco (f. Madrid, 5 de septiembre de 2018), ix marquesa de Llano.
Casó con Ramón Andrada Pfeiffer (1923-1992), con quien tuvo seis hijos. Le sucedió su primogénita:
X. María de la Luz Andrada González-Parrado, x marquesa de Llano.